# P-Prozess
Der Begriff p-Prozess (p für Proton) wird in der wissenschaftlichen Literatur zur Erforschung des astrophysikalischen Ursprungs der Elemente (Nukleosynthese) auf zwei Arten gebraucht:
- Ursprünglich war damit ein Protonenanlagerungsprozess gemeint, der gewisse protonenreiche Isotope der schweren Elemente von Selen bis Quecksilber erzeugt.[1][2] Diese Nuklide werden p-Kerne genannt.
- Obwohl gezeigt wurde, dass der ursprünglich vorgeschlagene p-Prozess die p-Kerne nicht erzeugen kann, wurde der Begriff später manchmal ganz allgemein als Oberbegriff für jeden Nukleosyntheseprozess verwendet, der p-Kerne erzeugt.[3]

Die Vermischung der zwei Bedeutungen führt oft zu Verwirrung. Daher wird in der neueren wissenschaftlichen Literatur angeregt, den Begriff p-Prozess nur für den eigentlichen astrophysikalischen Nukleosyntheseprozess zu verwenden (wie es bei anderen Prozessen ebenfalls üblich ist), also für Protonenanlagerung bei bestimmten Bedingungen.

## Ablauf
Um protonenreiche Kerne zu erzeugen, können Protonen vom Atomkern eines anderen Elements mit geringerer Protonenzahl (dem Saatkern) eingefangen werden. Die ursprüngliche Idee zur Erzeugung der p-Kerne war daher, dass solche Protonenanlagerungen auf in Sternen bereits vorhandenen schweren Elementen stattfinden, die vorher im s- und/oder r-Prozess erzeugt wurden.
Jedoch kann ein solcher Protoneneinfang kaum p-Kerne erzeugen, weil mit zunehmender Protonenzahl im Atomkern der Coulombwall höher wird, den jedes neu hinzuzufügende Proton überwinden muss: je  höher der Coulombwall, desto mehr Energie braucht ein Proton, damit es in den Atomkern eindringen und dort eingefangen werden kann.
Die mittlere Energie der Protonen ist durch die Temperatur des stellaren Plasmas bestimmt. Wird die Temperatur jedoch zu hoch, werden Protonen durch Photodesintegration schneller aus den Atomkernen geschlagen als sie angelagert werden können.
Als Ausweg böte sich das Vorhandensein einer großen Zahl von Protonen an, sodass die effektive Zahl der Einfänge pro Sekunde groß ist, selbst wenn die Temperatur nicht stark erhöht wird. Diese Bedingungen werden in den relevanten astrophysikalischen Umgebungen (z. B. Kernkollaps-Supernovae) jedoch nicht vorgefunden.

## Historisches
Der p-Prozess wurde ursprünglich als Syntheseprozess der p-Kerne vorgeschlagen, und man nahm an, er laufe in der Wasserstoff-Hülle von massereichen Sternen ab, die als Kernkollaps-Supernovae explodieren. Später wurde jedoch gezeigt, dass dort die benötigten Bedingungen nicht erreicht werden.
Auch in den damaligen Arbeiten wurden bereits Alternativen zum reinen Protoneneinfang überlegt, z. B. ein reiner Photodesintegrationsprozess (heute γ-Prozess genannt) oder eine Kombination aus p-Prozess und Photodesintegration.